# Gravação multicanal

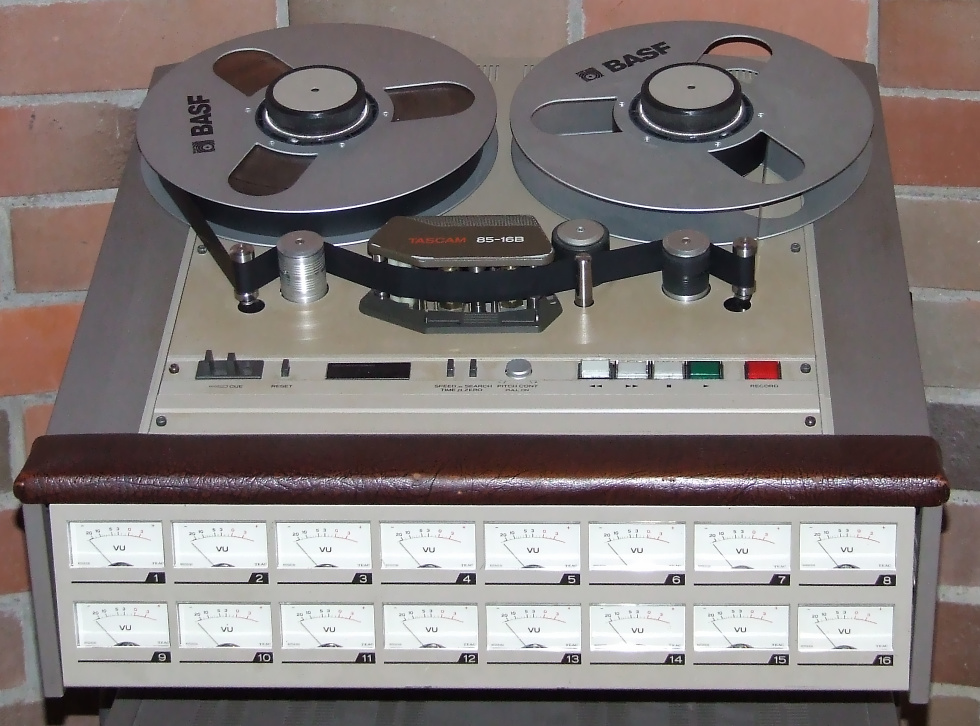
Gravador multicanal analógico TASCAM, capaz de gravar 16 canais de áudio em uma fita de 1 polegada

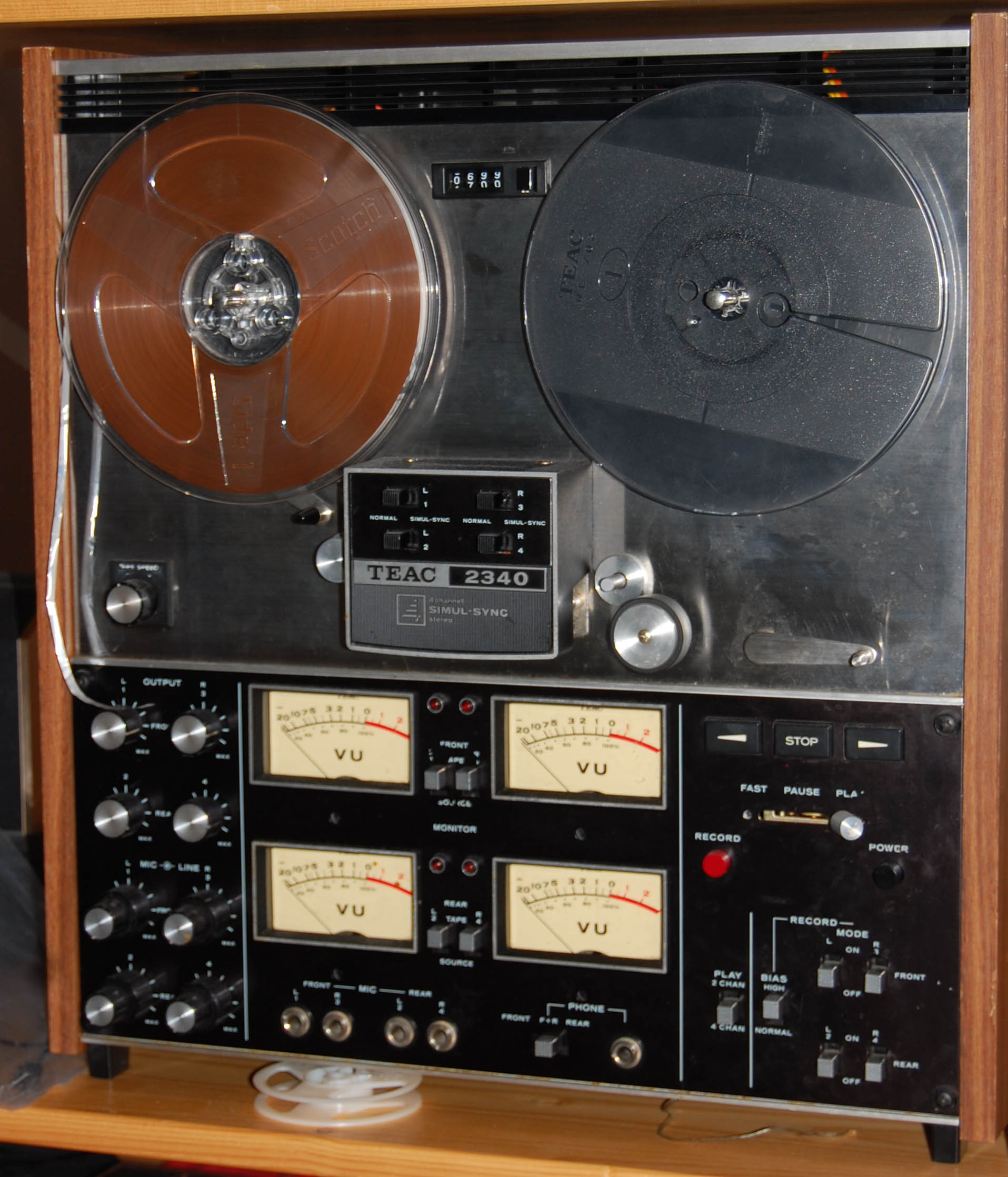
Gravador caseiro TEAC 2340, capaz de gravar quatro canais em uma fita de ¼ polegada

Gravação multicanal é um método de gravação sonora que permite o registro em separado de múltiplas fontes de som para criar um resultado final coesivo. O método tornou-se possível a partir da ideia de captar individualmente determinados sons em diferentes partes de uma mesma fita, que poderiam ser tocados simultaneamente a outros ou sincronizados manualmente. 
Nas décadas de 1980 e 1990, a computação providenciou ferramentas através das quais tanto a gravação quanto a reprodução sonora puderam ser digitalizadas, revolucionando a distribuição de áudio. Na década de 2000, equipamentos e softwares multicanal para computador foram suficientemente aperfeiçoados para permitir seu uso em gravações sonoras de alta qualidade. Embora as fitas não tenham sido universalmente substituídas como meio de gravação, as vantagens de gravação e edição não linear resultaram numa adoção em larga escala de sistemas digitais em detrimento aos analógicos.